# Pocillorhynchus minutus
Pocillorhynchus minutus är en plattmaskart som beskrevs av Brunet 1973. Pocillorhynchus minutus ingår i släktet Pocillorhynchus och familjen Cicerinidae. Inga underarter finns listade i Catalogue of Life.